# Övre Haga

Övre Haga eller Övre Haga värdshus, även kallat "Orangeriet" är ett före detta orangeri i Hagaparken i Solna. Övre Haga är statligt byggnadsminne.
Övre Haga byggdes som ett värdshus 1788-1789 under Gustav III:s tid efter ritningar av Louis Jean Desprez. Värdshuset hade två kök, tre matsalar och flera gästrum. De två utomhuslängorna, som även kallas Nya Övre Haga värdshus, tillkom snarare och ritades av Carl Christoffer Gjörwell. I västlängan bodde krögaren och i den östra längan fanns höns- och fähus, vagnslider, vedbod samt stall för 22 hästar och på gaveln låg bagarstugan och mangelbord.
Vid Övre Haga värdshus låg Gustav III:s Haga Trädgård med stora grönsaksodlingar, fruktträd och bärbuskar. I början av Gustav IV Adolfs regeringsperiod (1790-talets mitt) byggdes värdshuset om till ett orangeri, en förvarings- och odlingsplats för exotiska växter. Här odlades bland annat aprikoser, citroner och vindruvor. Det fanns tidigare orangerier på Drottningholms slott och Ulriksdals slott men de ansågs inte räcka till. Under 1797 flyttades växter från Ulriksdal till Hagas nybyggda växthus. Fram till 1810 var den ansvarige trädgårdsmästare Johan Christian Ackermann. Redan efter några år gav trädgården så stora skördar att Ackermann kunde börja sälja av överskottet. På 1840-talet tillkom ännu fler växthus efter ritningar av Georg Theodor Chiewitz.

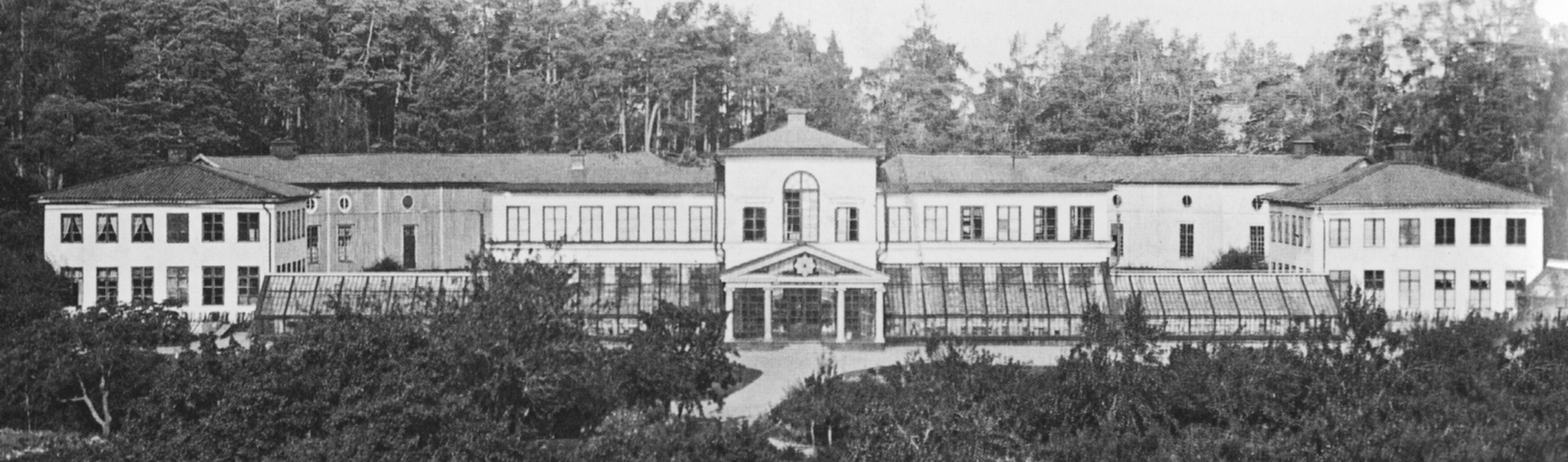
Orangeriet vid 1800-talets slut med de på 1840-talet påbyggda växthusen.

Mot slutet av 1800-talet såldes Hagas trädgårdsprodukter dels på torg, dels direkt från trädgården men det var svårt att få lönsamhet i verksamheten. Det var förmodligen anledningen till att Överståthållarämbetet 1917 beslutade att arrendera ut byggnaderna och verksamheten till Nordiska kompaniet (NK). NK arrenderade även Koppartälten. Vid denna tid ansvarade NK för skötseln av hela Hagaparken. År 1937 gick NK:s arrendekontrakt ut och Stockholms stad under Holger Blom tog över driften av parken och trädgårdsodlingarna. 
Vid huvudbyggnadens restaurering på 1950-talet revs växthusen och Övre Haga fick sitt nuvarande utseende. År 1992 upphörde Stockholms stads trädgårdsverksamhet i Haga, sedan dess nyttjas en del av växthusen av Fjärilshuset, likaså den östra uthuslängan. Den västra uthuslängan brann ner 1956 och enbart grunden finns kvar. I huvudbyggnaden finns sedan 1960-talet konstnärsateljéer och båda flygelbyggnaderna innehåller privatbostäder. 

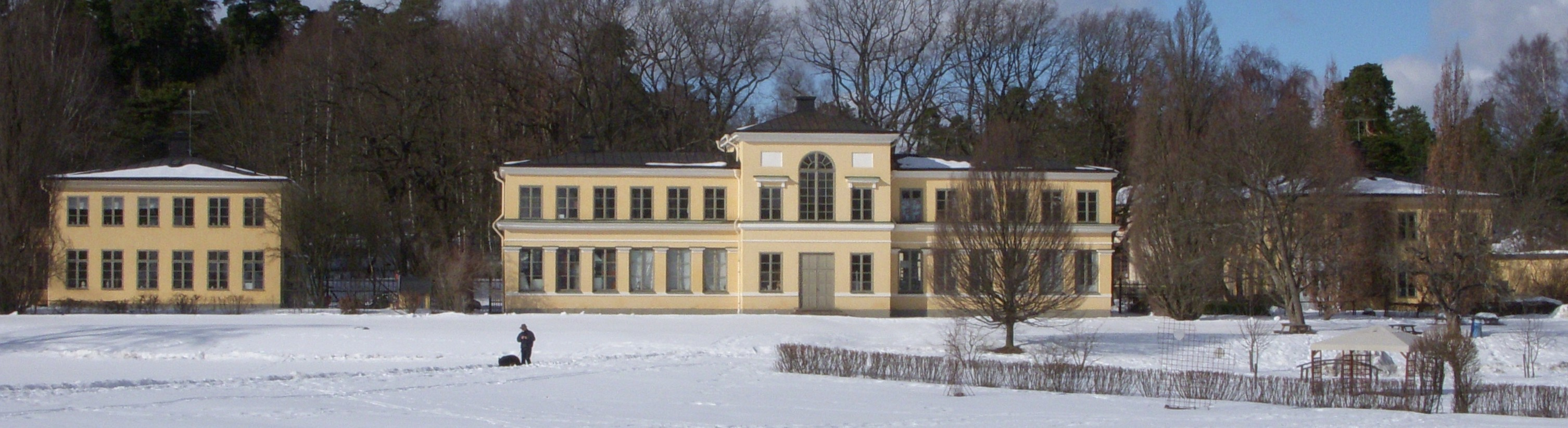
Övre Haga med flygelbyggnaderna i mars 2010.